# Меншик, Владимир

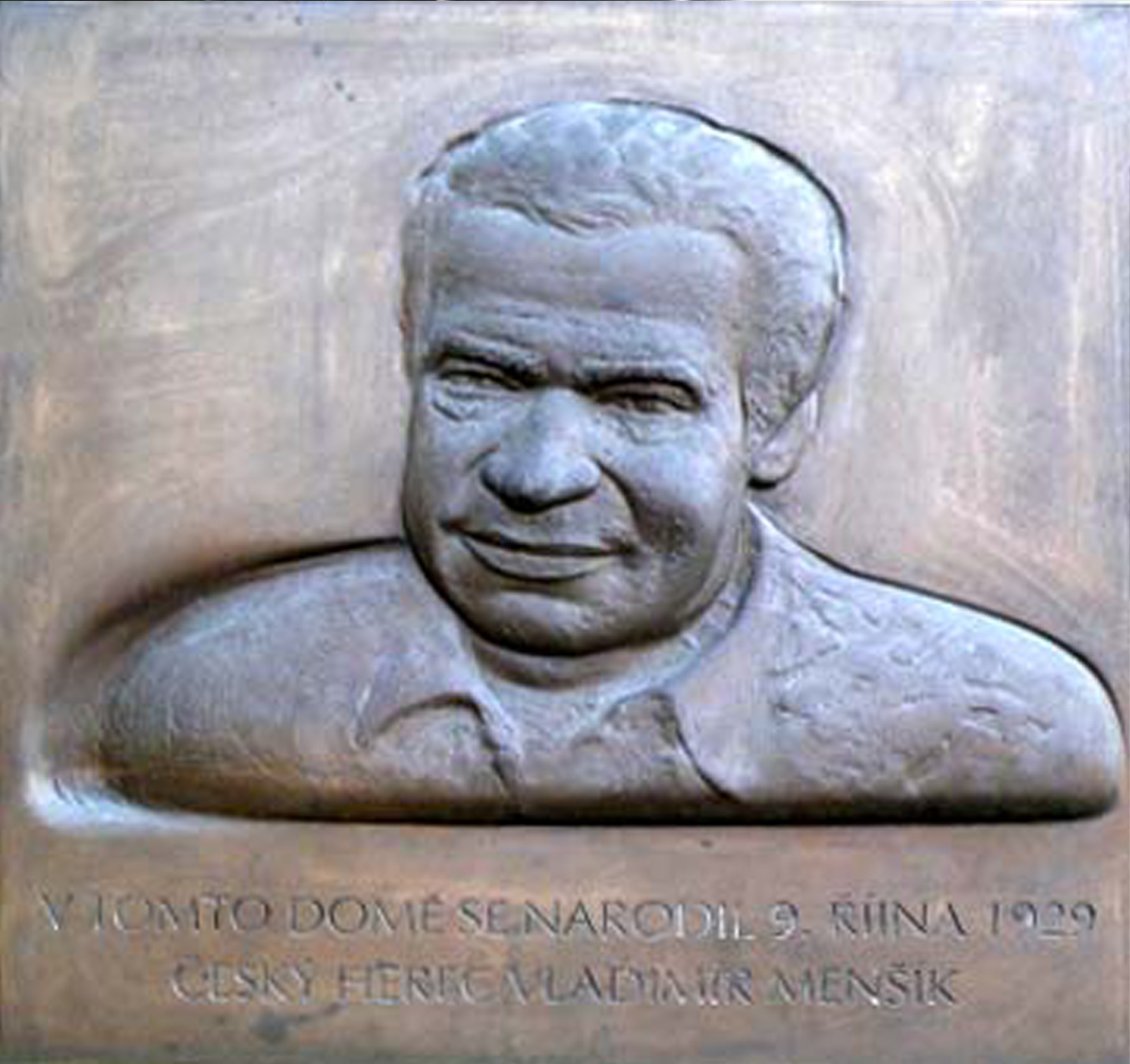
Мемориальная доска в Иванчице

Владимир Меншик (чеш. Vladimír Menšík; 9 октября 1929[…], Иванчице[…] — 29 мая 1988[…], Брно или Прага) — чехословацкий актёр кино и телевидения, шоумен, сценарист. Народный артист ЧССР (1978).
В 2005 году по результатам опроса чехов на телевизионном шоу, вошёл в список 100 «Величайших чехов».

## Биография
Родился в семье рабочего-автослесаря. Сначала учился в инженерном училище, во время войны работал в Брно на оружейном заводе. Уже во время учёбы полюбил профессию артиста. В 1953 окончил Музыкальную академию в Брно. Играл на сценах разных театров.
С 1958 начал сниматься на киностудии Баррандов в Праге. Сыграл около 150 ролей в кино и на телевидении. Кроме основного амплуа комедийного киногероя, сыграл целый ряд трагикомических и драматических ролей. Часто выступал в качестве рассказчика, сказочника, конферансье и комика, в том числе на телевидении. Периодически выступал на сценах театров.
Написал ряд киносценариев.
В последние годы вел богемный образ жизни, хотя и тяжело болел астмой. Злоупотреблял алкоголем. Умер в возрасте пятидесяти восьми лет в Брно.
Снялся в 16 фильмах Вацлава Ворличека.

## Избранная фильмография
- 1957 — Дедушка-автомобиль — итальянский автомеханик
- 1957 — Сентябрьские ночи — сержант Марчак
- 1958 — Звезда едет на юг — Вострак
- 1959 — Король Шумавы — Бурдишка
- 1962 — Анечка идёт в школу / Anicka jde do skoly — Шлехта, отец Павла
- 1962 — Человек первого века — Кароль, посетитель кафе невесомости
- 1963 — Вот придёт кот — Школьник
- 1963 — Лимонадный Джо — бармен
- 1964 — Хроника шута — придворный художник
- 1965 — Любовные похождения блондинки — Вачовски
- 1965 — Пущик едет в Прагу
- 1966 — Катя и крокодил / Káťa a krokodýl — строгий отец с тортом
- 1966 — Нагая пастушка / Nahá pastýřka — капитан общественной безопасности Тонда
- 1966 — Убийство по-чешски / Vražda po česku — Эмиль, коллега Франтишека
- 1966 — Кто хочет убить Джесси?
- 1966 — Элишка и её семья
- 1967 — Контракт с дьяволом / Zmluva s diablom — Роберт
- 1967 — Дом потерянных душ / Dům ztracených duší — прапорщик Скорепа
- 1967 — Хэппи-энд / Happy End — Бедржих Фридрих
- 1968 — Все добрые земляки
- 1968 — Грешные люди города Праги
- 1968 — Марафон / Maratón — Ярда Стреча
- 1969 — Радости отца отечества
- 1969 — Сжигатель трупов
- 1970 — Решительная барышня
- 1970 — Похождения красавца-драгуна — комиссар Здыхинек
- 1970 — На комете / Na kometě — Зильберман
- 1970 — Пан, вы вдова
- 1971 — Девушка на метле
- 1971 — Расследования моей жены / Aféry mé ženy — Оскар Седлак
- 1973 — Три орешка для Золушки — Винчек
- 1974 — Как утопить доктора Мрачека — Карел
- 1975 — У моего брата отличный братишка
- 1976 — Бурлящее вино — Михал Янак
- 1977 — Завтра встану и ошпарюсь чаем — Краус
- 1977 — Что если поесть шпината — Земанек
- 1977 — Женщина за прилавком — заведующий магазином Вашек Карась
- 1977 — Больница на окраине города — бригадир Йозеф Вандус (появляется в 8-й и 13-й сериях)
- 1978 — Кто украл Мартинку?
- 1978 — Принц и Вечерняя Звезда — король
- 1978 — Великолепные мужчины с кинокамерами — Шляпето
- 1978 — Любовь между каплями дождя — Бурсик
- 1980 — Арабелла (телесериал) — Карел Майер
- 1981 — Зрелое вино — Михал Янак
- 1982 — Зелёная улица
- 1984 — Гости из будущего, или Экспедиция Адам 84 — милиционер Вискочил
- 1986 — Молодое вино — Михал Янак